# تظاهرات ۳۰ خرداد ۱۳۸۸ معترضان به نتیجه انتخابات ریاست‌جمهوری در ایران
به دعوت مجمع روحانیون مبارز (که دبیر آن محمد خاتمی است) و حزب اعتماد ملی (که دبیرکل آن مهدی کروبی است) از فرمانداری تهران خواسته شد که برای برگزاری تظاهرات اعتراضی به نتیجه انتخابات ریاست جمهوری دهم، تجمعی در میدان انقلاب تا میدان آزادی برگزار گردد.
پیش از آن هم چهار تظاهرات گسترده نیز از سوی معترضان در تهران و سایر شهرها برگزار گردیده بود.

## پیش‌زمینه
علی خامنه‌ای در ۲۹ خرداد در خطبه نماز جمعه خواستار توقف تظاهرات معترضان شد و به مخالفین هشدار داد عواقب اتفاقات به عهده آن‌ها خواهد بود. فرمانداری تهران پس از سخنان تهدیدآمیز خامنه‌ای تأکید کرد که مجوزی برای این تظاهرات صادر نخواهد شد. معترضان بارها تأکید کردند که بر اساس قانون اساسی تظاهرات و تحصن بدون حمل اسلحه آزاد است. شورای امنیت کشور و فرمانده نیروی انتظامی نیز در بیانیه‌های جدا گانه‌ای میرحسین موسوی را پیرامون تداوم اعتراضات پس از سخنان خامنه‌ای اخطار جدی دادند.

## تظاهرات
در آغازین ساعات روز شنبه، ۳۰ خرداد اغلب خیابانها و میدان‌های مرکزی تهران در کنترل نیروهای انتظامی و نظامی و لباس شخصی‌ها بود. همچنین ماشین‌های آب پاش و هلیکوپتر هم برای سرکوب تظاهرات مورد استفاده قرار گرفته بود.
با وجود تهدیدهای صورت گرفته مردم تظاهرات آرام خود را در خیابان انقلاب آغاز کردند. با یورش نیروهای نظامی و انتظامی به مردم درگیری هیا شدیدی میان طرفین روی داد. به دلیل فشار شدید بر رسانه‌های داخلی و خارجی و تأکید وزارت ارشاد دولت احمدی‌نژاد مبنی بر ممنوع بودن چاپ و مخابره هر خبری پیرامون اعتراضات، گزارش دقیقی از تعداد کشته و زخمی‌ها ارائه نشد. تلویزیون سی ان ان به نقل از منابع بیمارستانی تعداد کشته شدگان را ۱۹ نفر اعلام کرد. صدها نفر دیگر هم مجروح یا بازداشت شدند.
در این روز یک بسیجی از بام مسجد لولاگر اقدام به تیراندازی به سمت مردم نمود که در این حادثه تعدادی از معترضان کشته شدند.
میرحسین موسوی نیز در خیابان جیحون به جمع تظاهر کنندگان پیوست و در میان آنان سخنرانی کوتاهی ایراد کرد. به گفته برخی شاهدان وی گفت که غسل شهادت کرده‌است. اما سایت قلم نیوز (یک روز بعد و با تأخیر) گفت که خبر حضور وی تکذیب شده‌است.
همچنین فائزه هاشمی در کنار چهار تن دیگر از زنان خانواده وی نیز بازداشت شدند.
این تظاهرات و درگیریها بازتابهای فراوانی در رسانه‌های جهان داشت.
علی مطهری، نماینده مجلس هشتم، و از منتقدان محمود احمدی‌نژاد، در مناظره‌ای با حمید رسایی، از اعضای جبهه پایداری و حامیان محمود احمدی‌نژاد، اعلام کرد که تعداد کشته‌شدگان تظاهرات اعتراضی که در روز ۳۰ خرداد ۱۳۸۸ – یک روز پس از برگزاری نماز جمعه به امامت خامنه ای – بیش از ۶۰ نفر بوده‌است.

## کشته‌شدگان
در اعتراضات سراسری ۱۳۸۸ خورشیدی، شماری از ایرانیان، کشته شدند که نام‌های برخی از آنان، چنین است:
- ندا آقاسلطان در خیابان کارگر شمالی به علت اصابت گلوله به سینه به قتل رسید.[۱۰]
- حمید حسین‌بیگ عراقی در نزدیکی میدان آزادی به علت اصابت گلوله به سینه به قتل رسید.[۱۱]
- ابوالفضل عبداللهی در مقابل دانشگاه صنعتی شریف به دلیل اصابت گلوله به پشت سر جان باخت.
- محسن حدادی در خیابان نصرت به دلیل اصابت گلوله به پیشانی جان باخت
- فاطمه سمسارپور به ضرب گلوله جان باخت.
- اشکان سهرابی بر اثر اصابت سه گلوله به سینه‌اش در گذشت.
- رضا طباطبایی در خیابان آذربایجان به دلیل برخورد گلوله به سرش کشته شد.
- سالار طهماسبی در خیابان جمهوری به دلیل اصابت گلوله به پیشانی جان باخت.
- بهزاد مهاجر در نزدیک میدان آزادی با شلیک گلوله نیروهای نظامی به قتل رسید.
- مسعود هاشم‌زاده به ضرب گلوله جان باخت.
- ایمان هاشمی در خیابان آزادی به دلیل اصابت گلوله به چشم جان باخت.
- میلاد یزدان‌پناه بر اثر تیراندازی نیروهای امنیتی جان باخت.
- کاوه علی‌پور به ضرب گلوله جان باخت.
- سعید عباسی فر گلچی در خیابان رودکی به دلیل اصابت گلوله به قتل رسید.
- محمدحسین فیض در نزدیکی پایگاه بسیج مقداد به علت اصابت گلوله به پشت سرش به قتل رسید.
- مسعود خسروی به دلیل اصابت گلوله به قتل رسید.